# Kamenná hůra (přírodní rezervace, okres Jičín)
Kamenná hůra je přírodní rezervace ležící u Horní Nové Vsi poblíž Lázní Bělohrad v okrese Jičín. Ochrana byla vyhlášena 14. ledna 1956, podle IUCN spadá do kategorie IV – řízená rezervace.  Chráněné území je v péči Krajského úřadu Královéhradeckého kraje. Předmětem ochrany je zbytek přirozeného bukového lesa, který svou skladbou odpovídá potenciální přirozené vegetaci této oblasti. Zajímavá je i místní geologie – les vyrůstá na svahu mezi pískovcovými a slepencovými balvany tvořícími kamenné moře, které vzniklo mrazovým zvětráváním hornin.
Rezervace se rozkládá na jihozápadním svahu Kulatého vrchu, který je součástí hřbetu mezi Peckou a říčkou Javorkou v Podkrkonoší. V blízkém okolí se pak nalézají další chráněná území, konkrétně přírodní památka Bělohradská bažantnice s bažinatým hájem a léčivými prameny a přírodní památka Byšičky – významné biocentrum s kostelem svatých Petra a Pavla, ke kterému se váže balada K. J. Erbena Svatební košile.

## Lokalita
Přírodní rezervace Kamenná hůra se nachází v Královéhradeckém kraji v okrese Jičín u města Lázně Bělohrad. Spadá pod katastrální území obce Horní Nová Ves. Nadmořská výška se pohybuje mezi 400 a 480 m n. m. Rezervace se rozkládá na jižním svahu Kulatého vrchu východně od Horní Nové vsi. Celé území je zalesněné, v okolí rezervace převládá smrk ztepilý s příměsí buku lesního a dalších listnáčů. Vlastníkem pozemků jsou Lesy ČR, s. p.

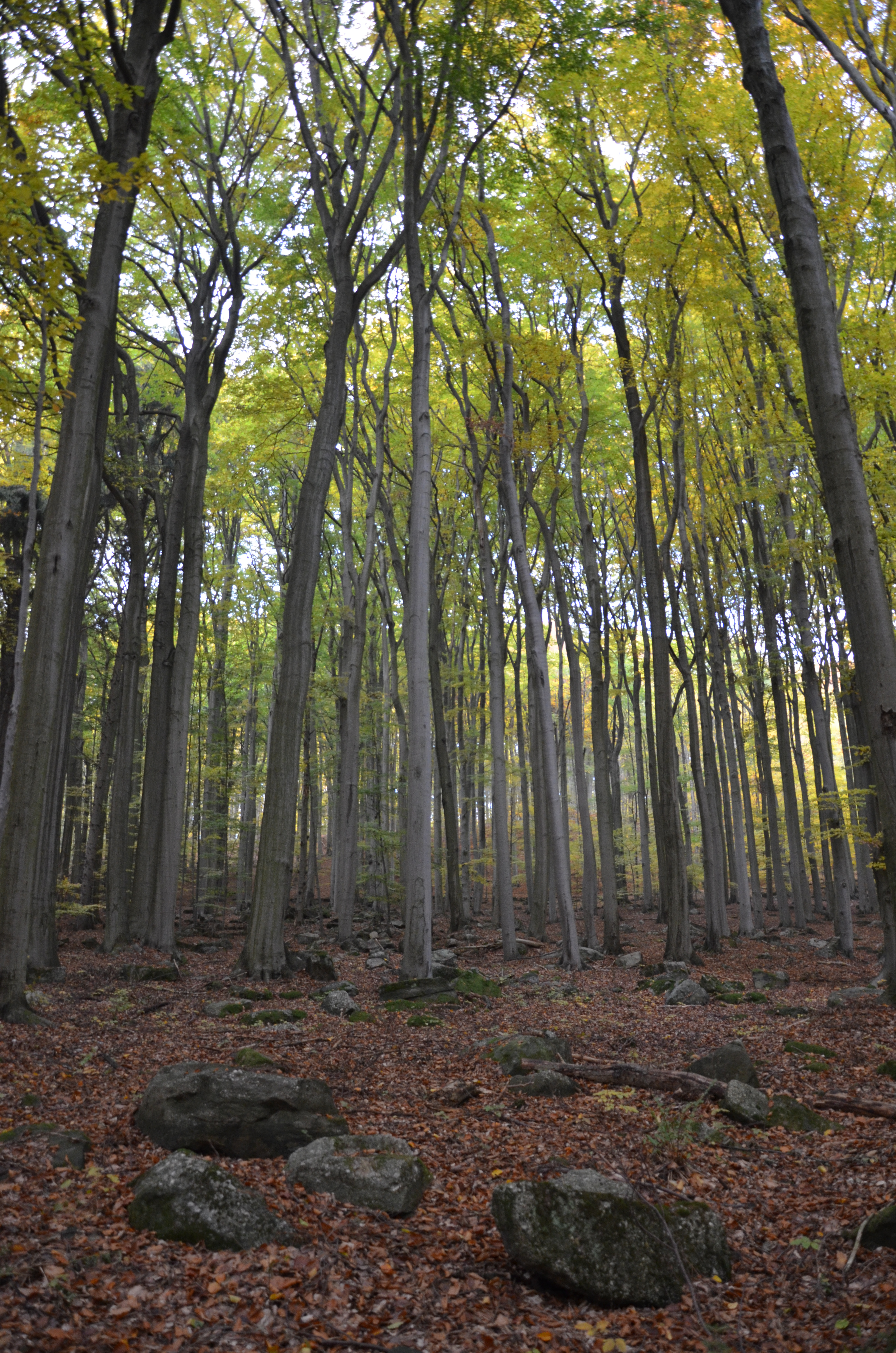
Celkový pohled do rezervace

Určit celkovou výměru není jednoduché, podle výnosu zakládajícího rezervaci z roku 1956 má území 11,1650 ha, podle lesního hospodářského plánu z roku 1999 11,7100 ha a podle nařízení z roku 1999 13,1584 ha. Z toho je vidět, že hranice rezervace nejsou přesně určené, podle různých zdrojů se liší zhruba o 2 ha. V budoucnosti je tedy třeba hranice jednoznačně stanovit.

## Historie

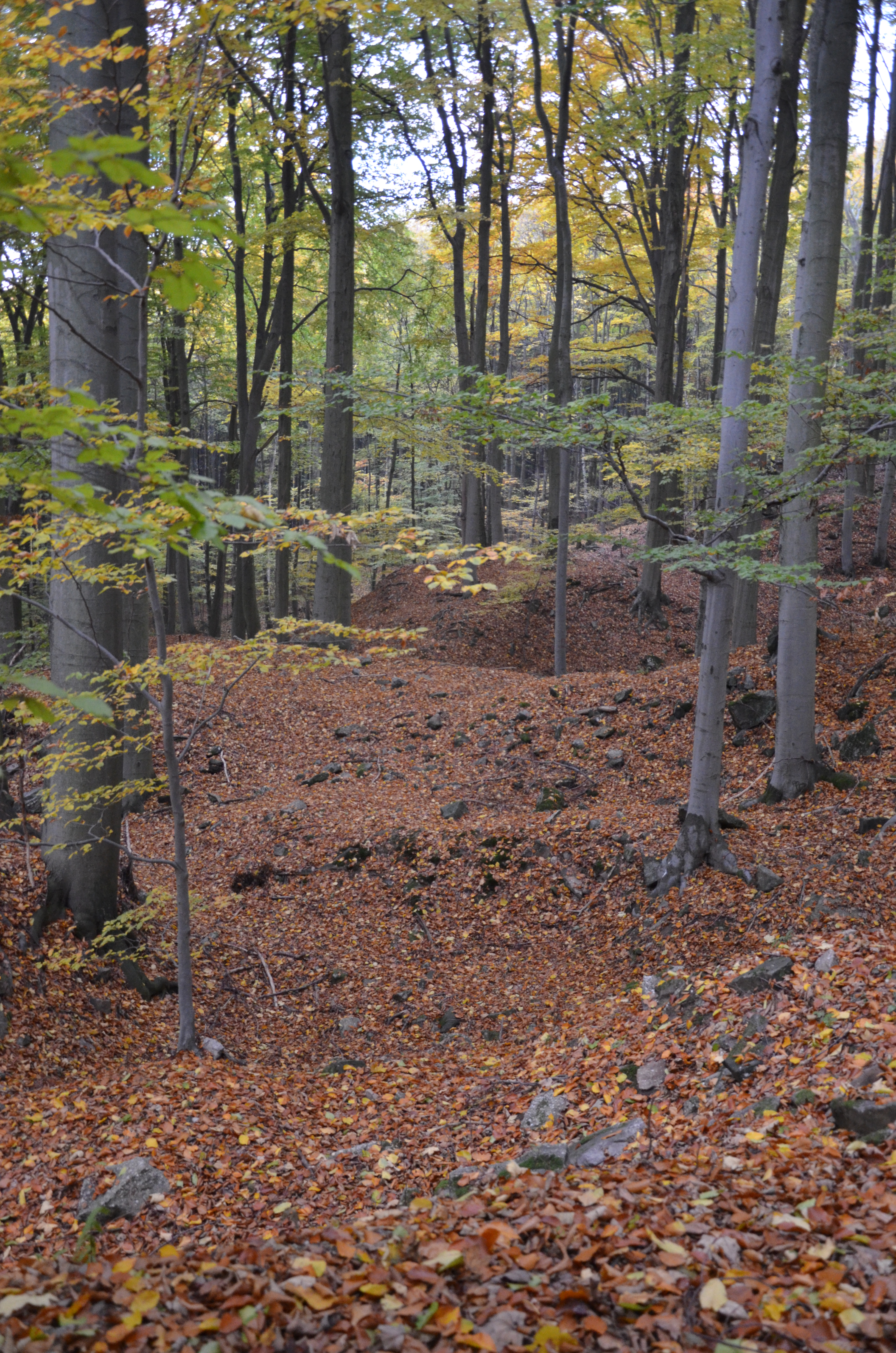
Zvlněný terén po těžbě kamene

V 16. století patřilo území k panství hradu Pecka, posledními majitelkami byly hraběnka Anna z Assenburgu a její vnučka Helena Mervaldtová. V roce 1945 byl jejich majetek zabaven na základě Benešových dekretů.
Před vyhlášením ochrany území se zde těžil kámen. Není jasné, nakolik tato činnost ovlivnila současnou podobu skalního moře, ale pro velké množství balvanů a skal byla lokalita vyřazena z běžného hospodářského lesa a nebyla tu vysazena smrková monokultura.
Přírodní rezervace byla vyhlášena 14. ledna 1956 Ministerstvem kultury ČSSR (ještě jako Státní přírodní reservace Kamenná hůra). Důvodem byla zachovalá přirozená kyselá bučina, která se v takovém rozsahu nikde v okolí nevyskytovala. Podle zakládací vyhlášky zde bylo zakázáno vysazovat jehličnany, těžit dřevo se zde mohlo pouze výběrně, s nejvyšší možnou dobou obmýtí. 
V roce 1998 vyhlásil Okresní úřad Jičín nařízení č.4/1998 o zřízení přírodních rezervací. To zakazovalo intenzivní hospodaření, výstavbu nových budov, vstup mimo vyznačené cesty atd. Nařízení bylo aktualizováno v roce 1999.
Bylo zde provedeno několik inventarizačních průzkumů: fytocenologické poměry zjišťoval J. Fiedler v roce 1975, inventarizační průzkum lesnický O. Vaca v roce 1977 a Z. Bártová v roce1991. Inventarizační průzkum vegetačního pokryvu provedli v roce 1985 H. a V. Faltysovi, inventarizační průzkum vertebratologický P. Rybář 1988.
V roce 2010 byl vydán nový Plán péče, jehož autorem je M. Mikeska.

## Přírodní podmínky
Území spadá do klimatické oblasti MT 2 – mírně teplá (podle Quittovy klasifikace) – s mírným létem i mírnou zimou. Průměrná roční teplota je 6,4 °C, roční úhrn srážek 787,8 mm. Poblíž jižní hranice rezervace se nachází prameniště, která jsou součástí ochranného pásma zdrojů přírodních léčivých vod Lázní Bělohrad.

### Geologie, půda, klima
Geomorfologicky spadá přírodní rezervace do Novopacké pahorkatiny (součást Krkonošské subprovincie).
Podloží tvoří svrchnokřídové sedimenty – cenomanské křemenné až glaukonitické pískovce a slepence. Hojný je zde výskyt skalních výchozů, ty jsou ale z velké části rozrušené mrazovým zvětráváním do charakteristických hranáčů. V terénu je množství depresí, které vznikly gravitačními svahovými procesy a dřívější těžbou kamene.

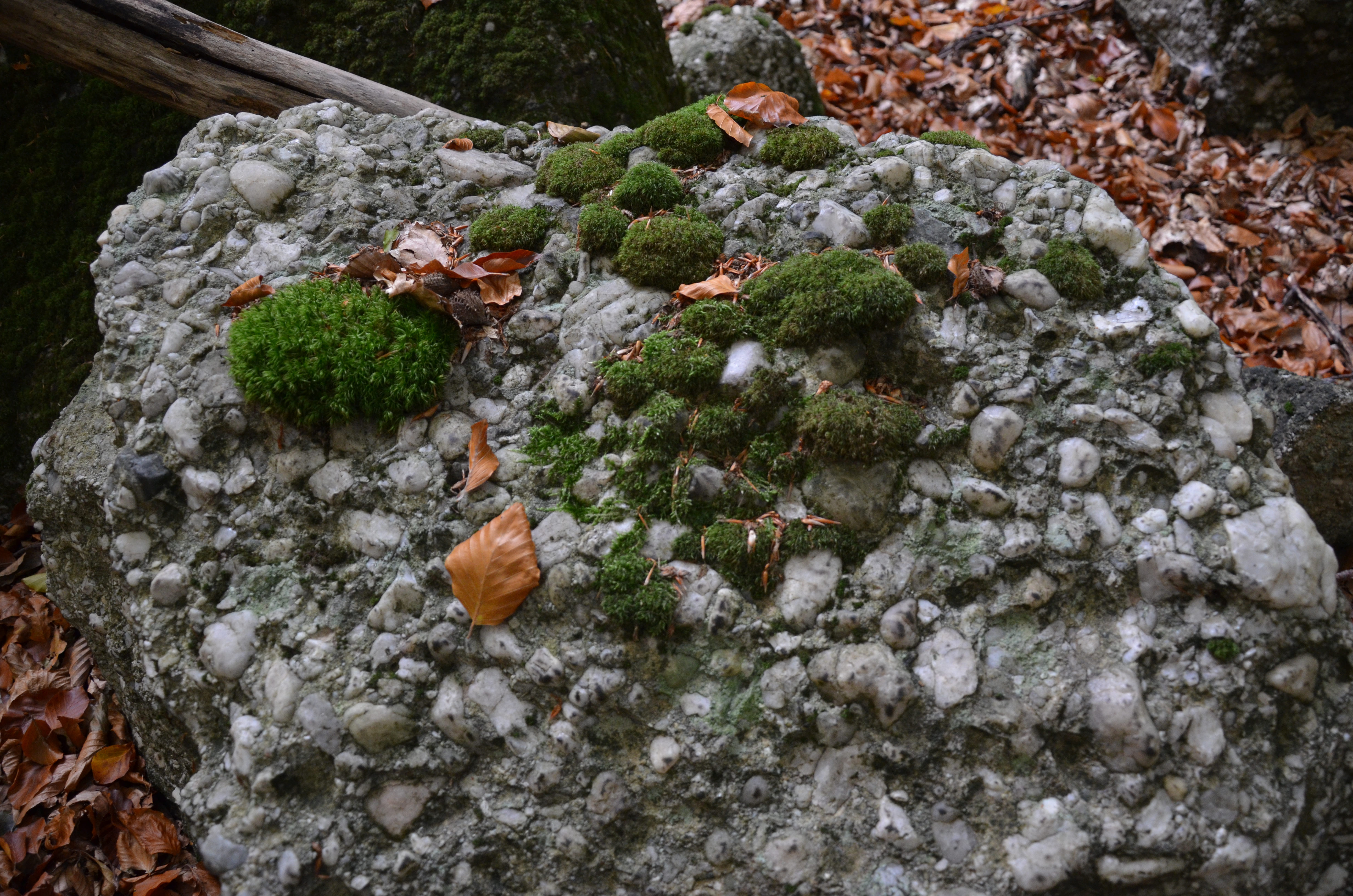
Slepencový balvan v bukovém lese

Podloží severní části rezervace se trochu liší, zabíhá sem čedičové neovulkanické těleso Kamenného vrchu. 
Z typů půd se zde vyskytují kambizemě a arenické podzoly. Místy se objevují i rankery typické pro svahy s erodovanými horninami.

### Flóra
Plochu rezervace pokrývá starý bukový les. Buky doplňují dřeviny javor klen (Acer pseudoplatanus), smrk ztepilý (Picea abies), bříza bělokorá (Betula pendula). Tento porost patří do přírodních stanovišť typu Luzulo-Fagetum a Asperulo-Fagetum. Bučiny asociace Luzulo-Fagetum (kyselé bučiny) zaujímají 70 % plochy rezervace. Pokrývají hlavně hřbety a skály. Tento typ listnatého opadavého lesa je charakteristický chudým acidofilním bukovým porostem, kde převahu buku doplňuje dub a jedle.  Vyskytuje se obvykle na minerálně chudých horninách, např. žuly, ruly, křemence.

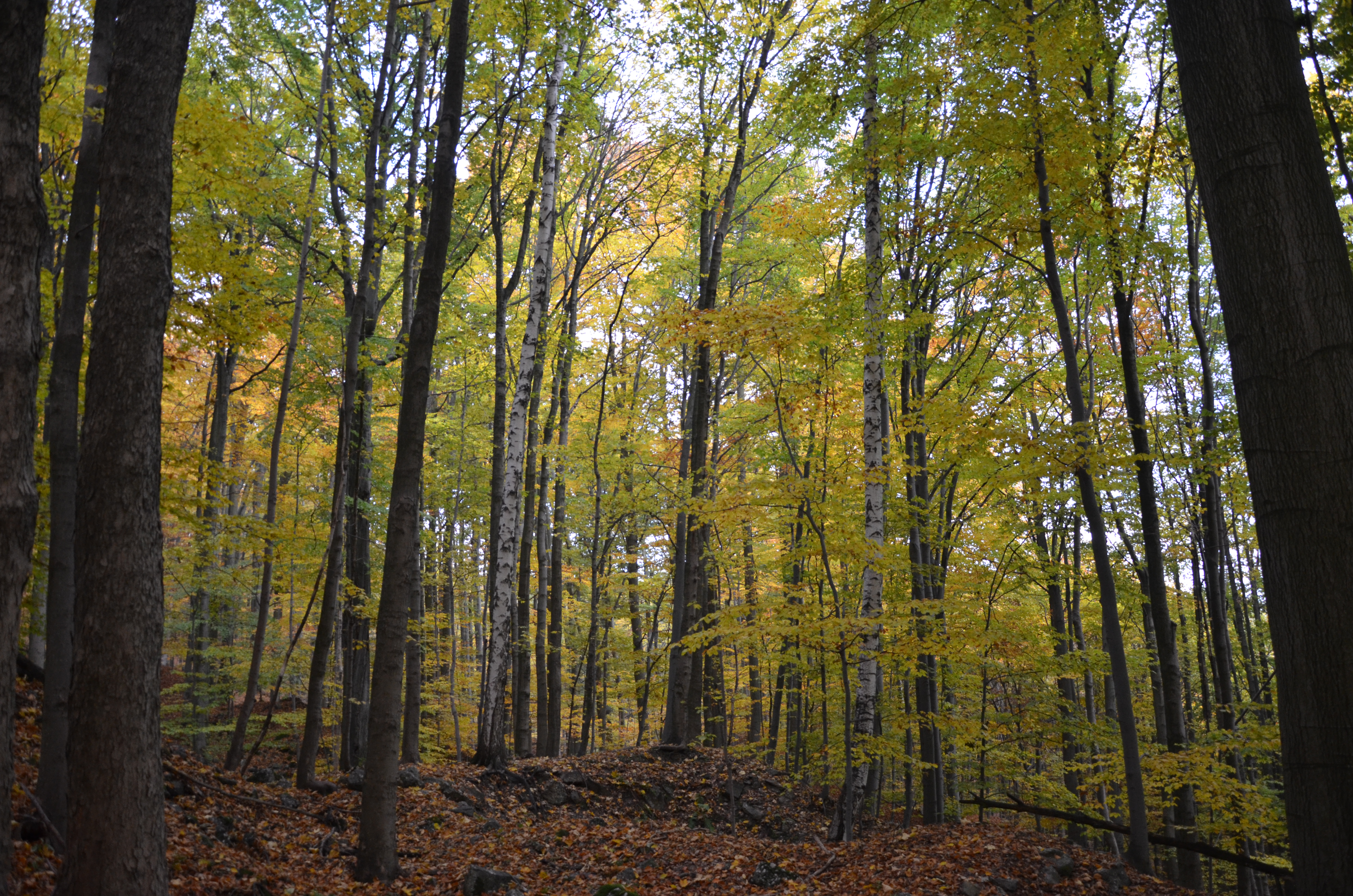
Břízy doplňují bukový les v PR Kamenná hůra

Keřové patro tvoří zmlazující jedinci hlavních dřevin, jinak je chudé. V bylinném patře se objevují acidofilní druhy.
Bučiny asociace Asperulo-Fagetum (květnaté bučiny) zaujímají 30 % plochy rezervace. Pokrývají hlavně svahoviny, kde je patrný vliv čediče, podloží tedy není tak kyselé. Tyto bučiny se obvykle vyskytují na trvale provlhčených půdách s vyšším obsahem živin a dobrou humifikační schopností. Porost, kde převládá buk lesní, je dobře zapojený, bylinné patro je bohatší a vícevrstevné. 
Bylinné patro je chudé, pokrývá 5-10 % povrchu půdy. Vyskytuje se tu metlička křivolaká (Avenella flexuosa), bika chlupatá (Luzula pilosa), lipnice hajní (Poa nemoralis), brusnice borůvka (Vaccinium myrtillus), pstroček dvoulistý (Maianthemum bifolium), svízel vonný (Galium odoratum), bažanka vytrvalá (Mercurialis perennis), vraní oko čtyřlisté (Paris quadrifolia) a bukovník kapraďovitý (Gymnocarpium dryopteris). Z vzácných druhů například vrbina hajní (Lysimachia nemorum), rozrazil horský (Veronica montana) a ostřice převislá (Carex pendula).
Podle stupňů přirozenosti lesních porostů je v oblasti nejvíce zastoupen les přírodě blízký (60 %), dále les kulturní (35 %) a les nepůvodní (5 %).
Údaje o druzích hub rostoucích na tomto území nejsou známé, neprobíhal zde mykologický invetarizační průzkum. Nicméně lze předpokládat, že se zde vyskytují druhy typické pro bučiny a druhy vázané na tlející dřevo.

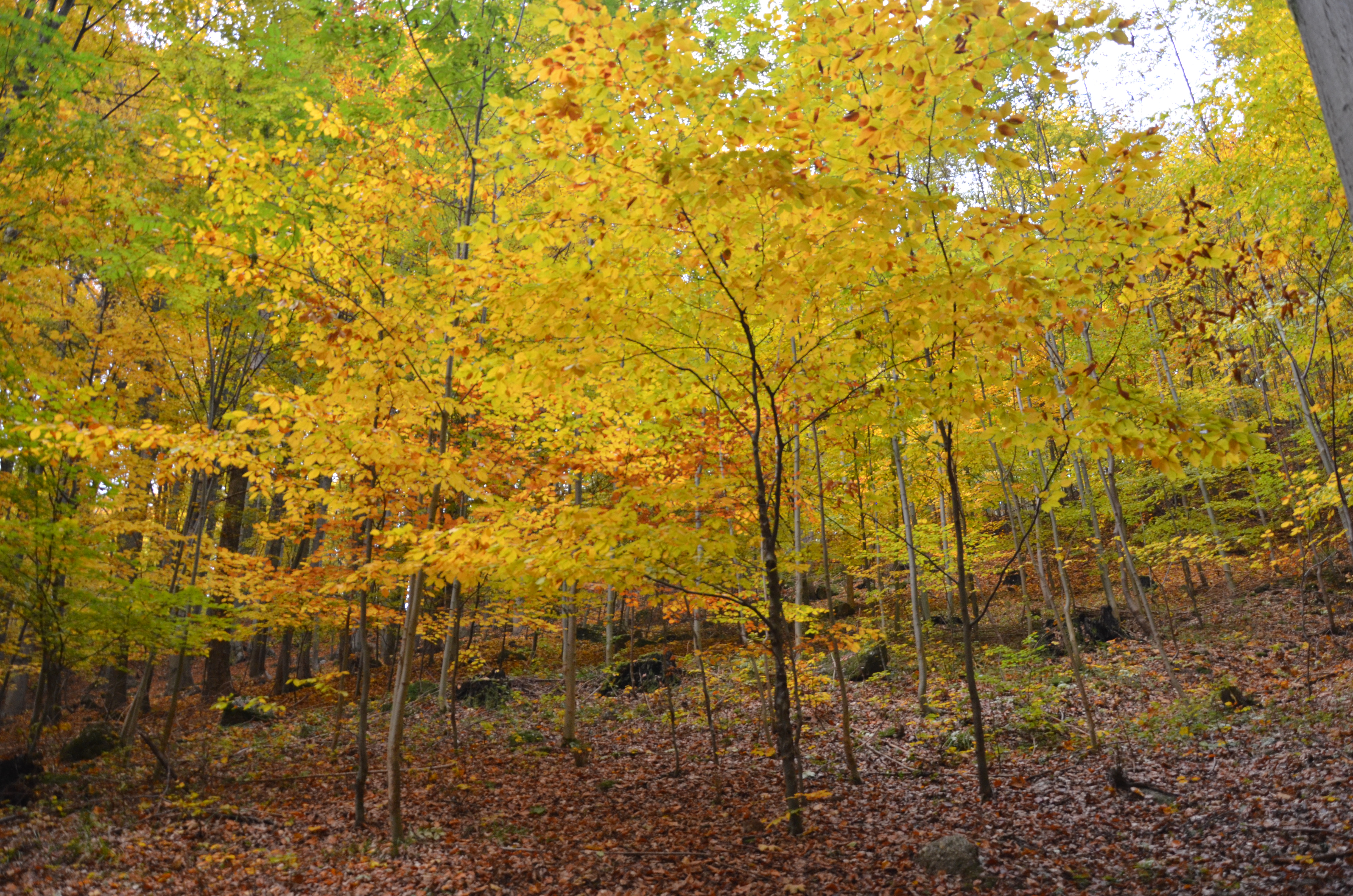
Zmlazující buky

### Fauna

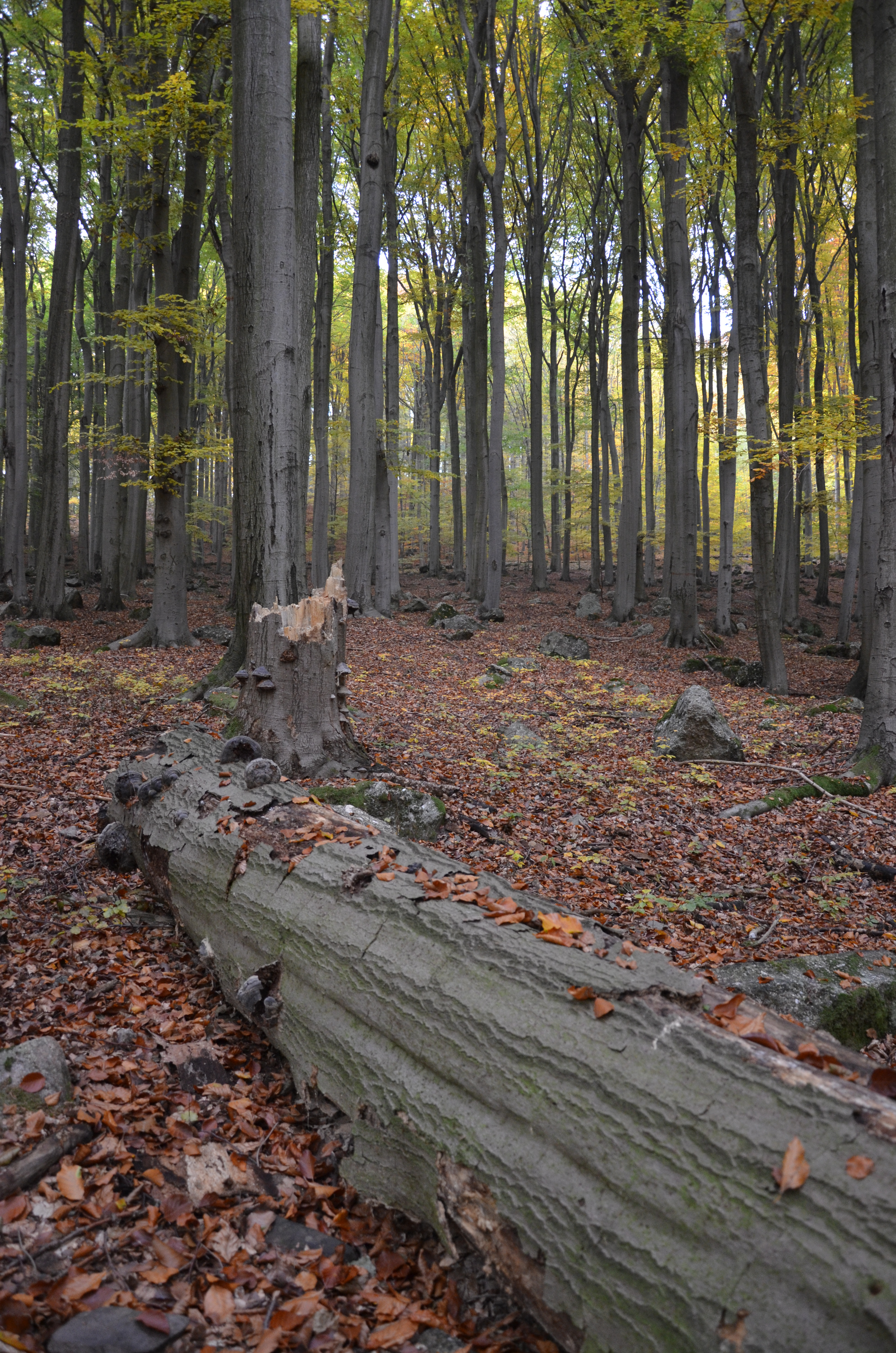
Padlý strom

Zdejší fauna odpovídá typické fauně bučin, žije zde tak např. strakapoud velký (Dendrocopos major), brhlík lesní (Sitta europaea), sýkory (Parus spp.), budníčci (Phyloscopus spp.).
Z ohrožených druhů se tu vyskytuje mlok skvrnitý (Salamandra salamandra), krahujec obecný (Accipitter nisus), sluka lesní (Scolopax rusticola), holub doupňák (Columba oenas), lejsek šedý (Muscicapa striata), datel černý (Dryocopus martius) a vzácná šedá forma veverky obecné (Sciurus vulgaris).
Když zde v roce 2010 prováděl p. Čihák ornitologický průzkum, zjistil zde výskyt 36 druhů ptáků. Předpokládá se ale, že se tu vyskytuje mnohem víc druhů, Čihákův průzkum se totiž prováděl za velmi deštivého jara. 

### Ochrana a management
Poldle IUCN se řadí Kamenná hůra do kategorie IV – řízená rezervace. Ochranné pásmo je podle § 37 odst. 1 zákona č. 114/1992 Sb. území do vzdálenosti 50 m od hranic ZCHÚ.
Předmětem ochrany jsou přirozené bučiny, které svou druhovou skladbou i prostorovou strukturou odpovídají stanovišti. Cílem péče je „zachování, ochrana a podpora přirozené druhové, věkové, horizontální a vertikální struktury porostu odpovídajícího stanovišti a ponechání převážné části na dožití a samovolnému vývoji včetně ponechání neohrožujících souší a padlých stromů.“ Území se tedy nechává samovolnému vývoji s minimálním managementem s velmi pozvolnou podporou obnovy. Provádí se různě rozmístěné skupinové seče do 0,15 ha napodobující větrnou disturbanci a uvolnění po pádech stromů. Těžba se neprovádí v hnízdním období (březen až srpen).
Přirozené obnově lesa brání výrazný okus zvěří, je tedy nutné podpořit zmlazování rozvolněním porostu nebo vysazováním sazenic s ochranou proti okusu.
V rezervaci rostou nepůvodní druhy borovice vejmutovka (Pinus strobus) a modřín opadavý (Larix decidua) (do 10 % rozlohy). Další výsadba nepůvodních druhů je zakázaná.
Z hlediska rozšíření živočichů a hub jsou nejvýznamnější řídké osluněné staré porosty, rozpadající se stromy a popadané dřevo je domovem mnoha druhů organismů. Ve starších vzrostlých stromech je hodně přirozených dutin – místo pro hnízdění ptáků a netopýrů. Proto je důležité zachovat věkově rozrůzněné a rozvolněné porosty.